# Skadi

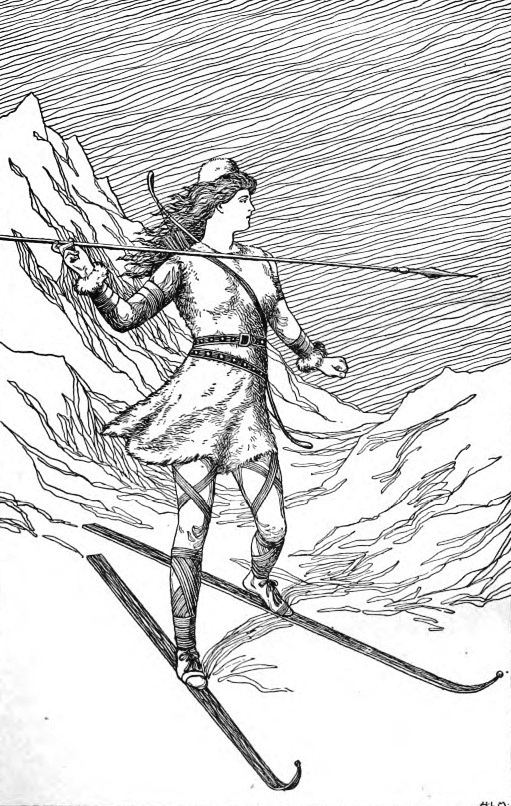
Skadi đi săn trên núi (1901) bởi H. L. M.

Trong thần thoại Bắc Âu, Skaði (đôi khi viết thành Skadi, Skade, hay Skathi), là một người khổng lồ và nữ thần thuộc về tài bắn cung, trượt tuyết, mùa đông, và núi. Skadi được chứng thực trong sử thi Edda bằng thơ (được biên soạn vào thế kỉ 13 từ những tư liệu dân gian sẵn có, Edda bằng văn xuôi và Heimskringla, được viết vào thế kỉ 13 do Snorri Sturluson, và do truyền miệng bởi những người hát rong).
Trong mọi nguồn tư liệu, Skadi là con gái của người khổng lồ Thjazi, và nàng đã cưới thần Njord, coi như món đền bù cho nàng sau khi các vị thần giết chết cha nàng. Trong Heimskringla, Skaði được kể rằng đã ly dị Njord và tái giá với Odin, và họ có nhiều con cháu với nhau. Trong cả truyện thơ và văn xuôi Edda, Skadi chịu trách nhiệm đặt con mãng xà nhỏ nước dãi độc lên người Loki. Skadi còn được nhắc đến như Öndurguð (tiếng Na Uy cổ "thần trượt tuyết") và Öndurdís (tiếng Na Uy cổ "công nương trượt tuyết").

### Thơ Edda

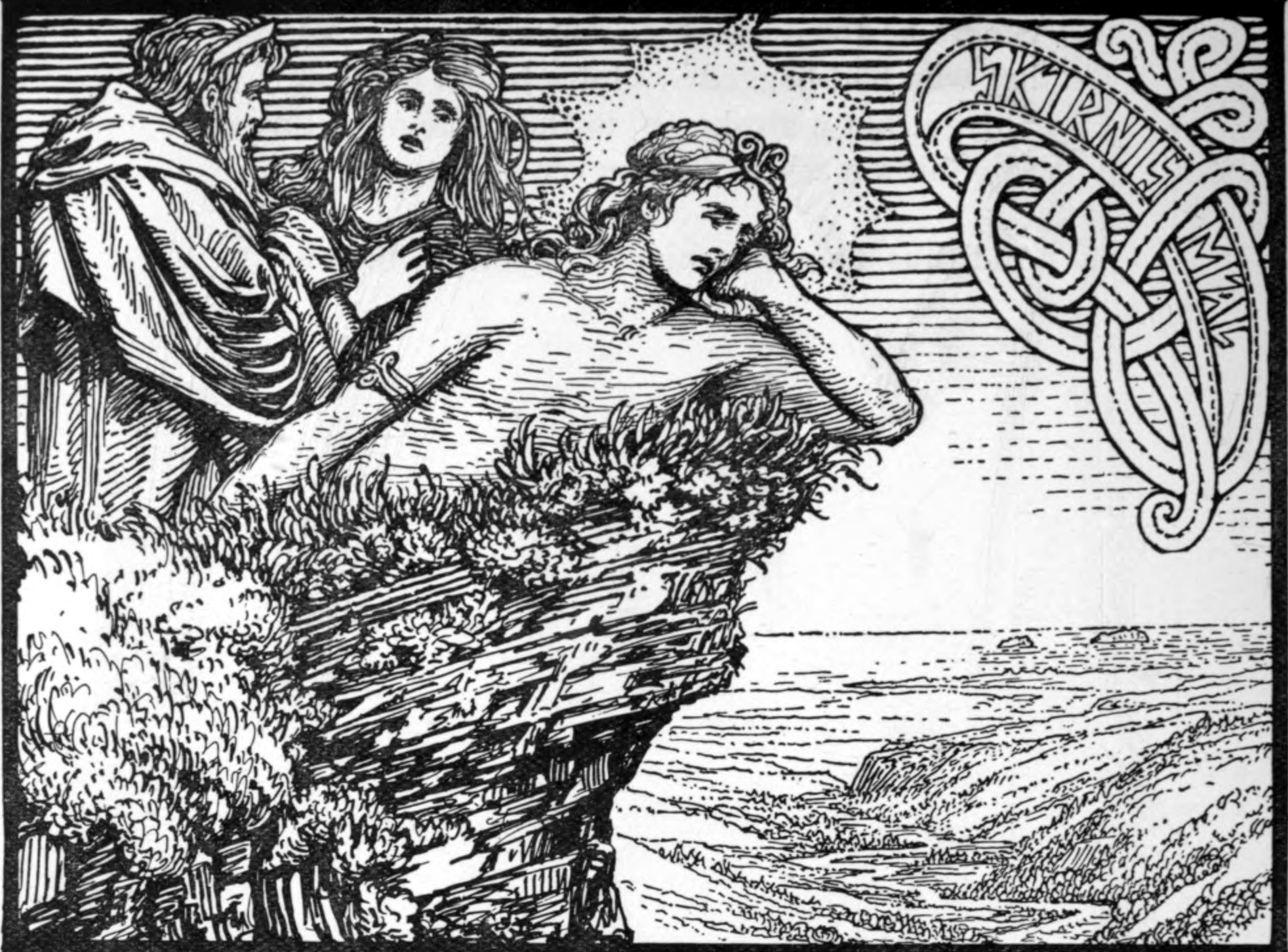
Njörðr, Skaði, và Freyr được mô tả trong Chuyện tương tư của Freyr (1908) bởi W. G. Collingwood.

#### Gylfaginning

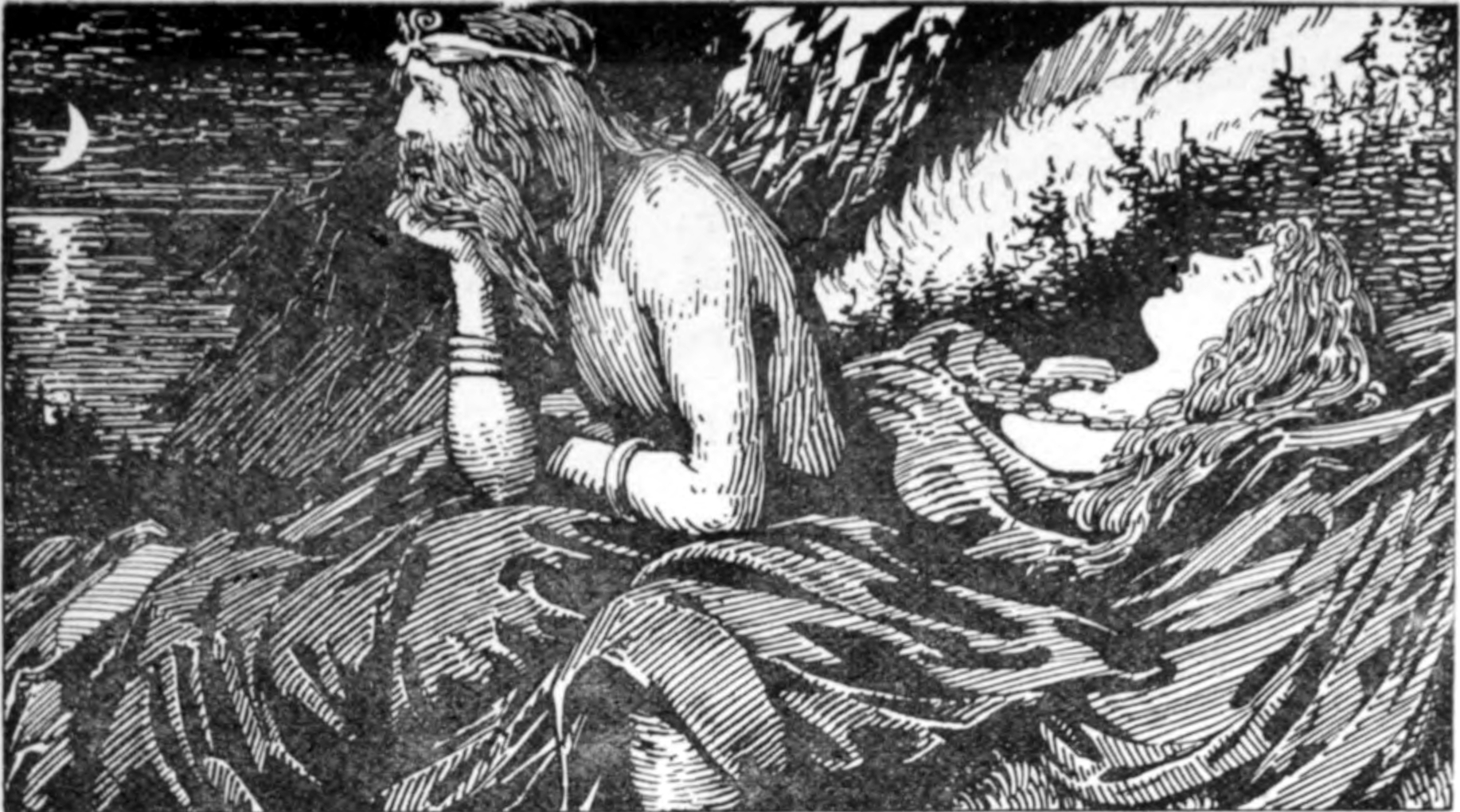
Nỗi nhớ biển cả của Njörd (1908) bởi W. G. Collingwood

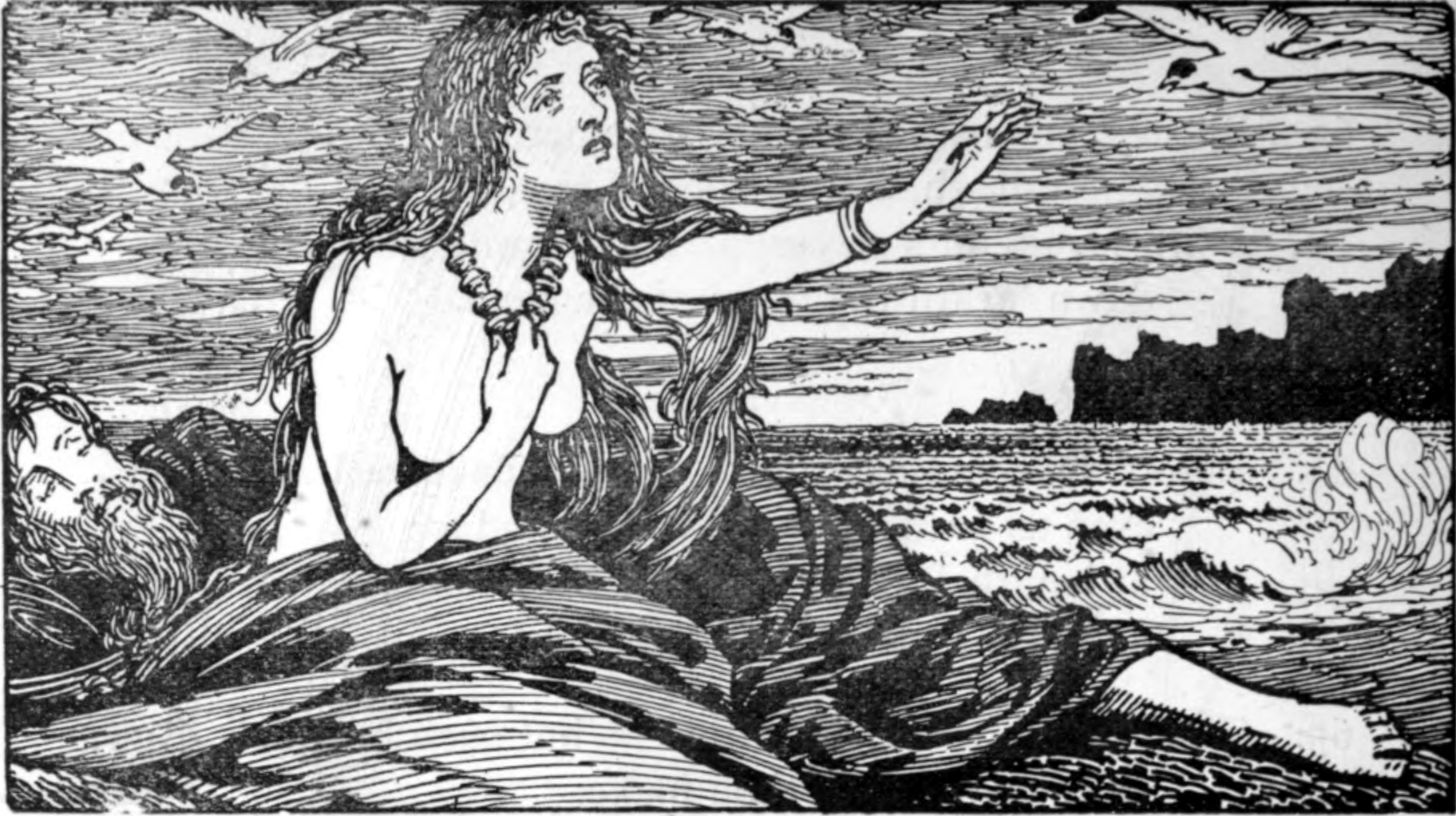
Skadi quyến luyến những ngọn núi (1908) bởi W. G. Collingwood

#### Skáldskaparmál

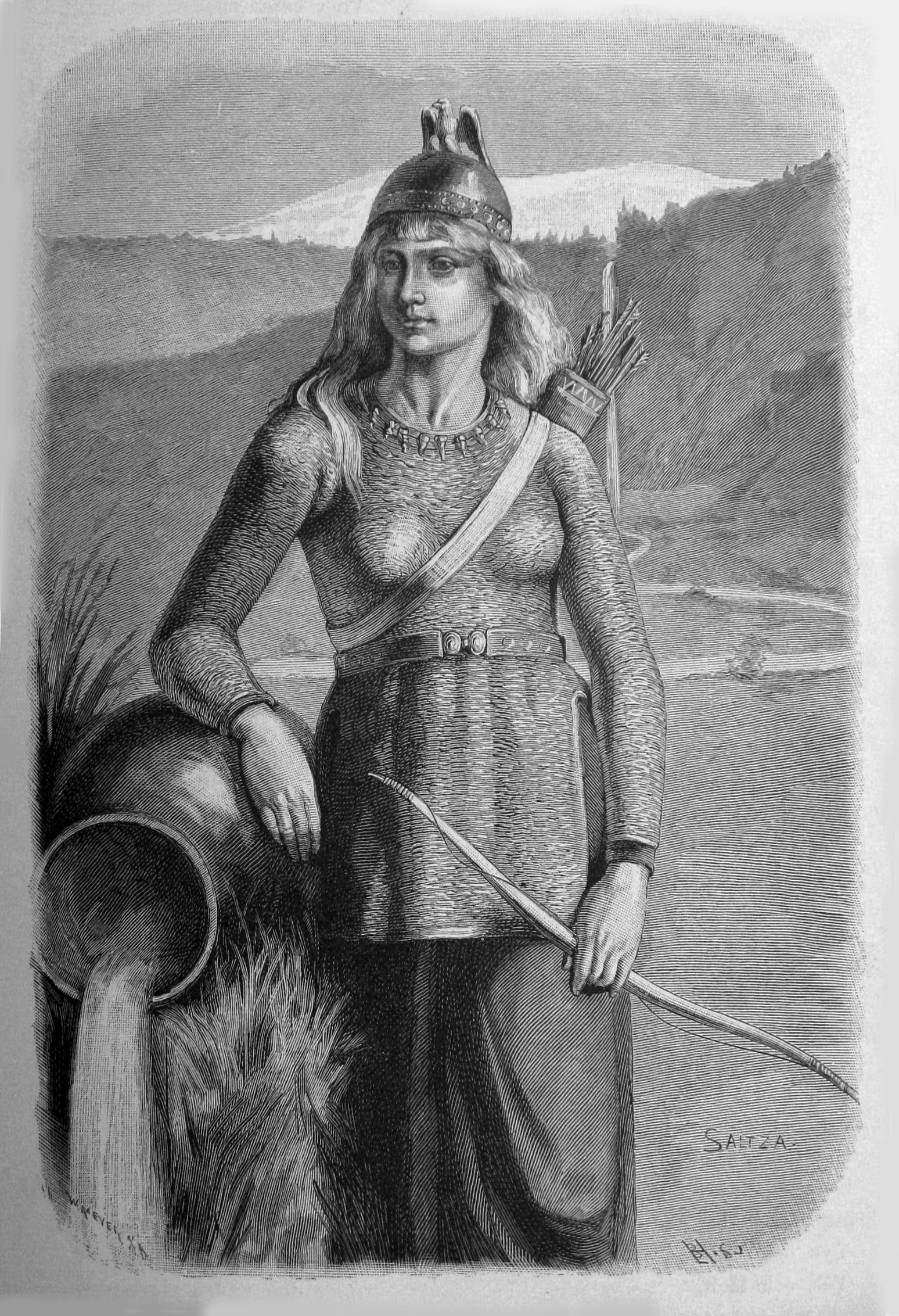
Skadi (1893) bởi Carl Fredrik von Saltza